# مونتغومري كليفت
مونتغومري كليفت (17 أكتوبر 1920 - 23 يوليو 1966) (بالإنجليزية: Montgomery Clift) هو ممثل أمريكي. لم يمثل إلا 17 فيلما فقط خلال مسيرة 30 عام. ورشح أربع مرات لجائزة الأوسكار. عمل منذ بداياته مع مخرجين وممثلين معروفين. شارك في أحد أول أفلامه «النهر الأحمر» عام 1948 مع جون وين. من أهم أعماله: «أنا أعترف» عام 1953 مع المخرج ألفريد هتشكوك، وفيلم من هنا إلى الخلود.
بعتبر جنبا إلى جنب مع مارلون براندو وجيمس دين من رواد طريقة التمثيل المنهجي في هوليوود بداية الخمسينات. وكان كليفت من أوائل الممثلين الذين دُعوا للدراسة في «استوديو الممثلين» (Actors Studio) في نيويورك الذي أسسه المخرج إيليا كازان والتحق به بعد ذلك معلمه لي ستراسبرغ. قام كليفت بخطوة نادرة جدا من خلال عدم توقيعه أي عقد إلزامي فور وصوله إلى هوليوود. ولم يقم بذلك إلا بعد نجاح أول فيلمين له، فوقع عقدا مع استوديو باراماونت اشترط فيه أن يعطى الحرية الكاملة، وهو أمر غير مسبوق في هوليوود خاصة لممثل شاب.
كان والد مونتغمري كليفت، ويليام بروكس كليفت، سمساراً ناجحاً في البورصة المالية، ووالدته إثيل أندرسون كانت تلعب دور الأب والأم حينما كان زوجها يضطر التغيب عن المنزل. فكثيراً ما قامت بأخذ مونتي وشقيقتيه التوأم روبيرتا وشقيقه الأكبر بروكس إلى رحلات طويلة في أوروبا أو قضاء بعض الوقت في بيتهم الثاني في بيرمودا أثناء انشغال والدهم بالعمل في نيويورك، وكان المدرسون الخصوصيون يسافرون مع العائلة لتعليم الأطفال خارج البلاد. غير أن تدهور حال سوق البورصة في العام 1929 أجبر عائلة كليفت على تغيير أسلوب حياتهم، فانتقلوا إلى منزل أقل رفاهية في سارسوتا – فلوريدا حين كان عمر مونتي 13 سنة.

## أفلامه
| السنة | الفيلم            | المخرج          | الألوان    |
| ----- | ----------------- | --------------- | ---------- |
| 1948  | البحث             | فريد زاينمان    | أبيض وأسود |
| 1948  | النهر الأحمر      | هاورد هوكس      | أبيض وأسود |
| 1949  | الوريثة           | ويليام وايلر    | أبيض وأسود |
| 1950  | النقل الضخم       | جورج سيتون      | أبيض وأسود |
| 1951  | مكان في الشمس     | جورج ستيفنز     | أبيض وأسود |
| 1953  | أنا أعترف         | ألفريد هتشكوك   | أبيض وأسود |
| 1953  | محطة الانتظار     | فيتوريو دي سيكا | أبيض وأسود |
| 1953  | من هنا إلى الخلود | فريد زاينمان    | أبيض وأسود |
| 1957  | مقاطعة رينتري     | إدوارد دميتريك  | ملون       |
| 1958  | قلوب وحيدة        | فينسنت دونيو    | أبيض وأسود |
| 1958  | أسود شابة         | إدوارد دميتريك  | أبيض وأسود |
| 1959  | فجأة الصيف الفائت | جوزيف مانكيفيتس | أبيض وأسود |
| 1960  | النهر الجامح      | إليا كازان      | ملون       |
| 1961  | حكم في نورمبرغ    | ستانلي كرامر    | أبيض وأسود |
| 1961  | غير الأسوياء      | جون هيوستن      | أبيض وأسود |
| 1962  | فرويد             | جون هيوستن      | أبيض وأسود |
| 1966  | المارق            | راؤول ليفي      | ملون       |

## الترشيح للجوائز
- جائزة الأوسكار لأفضل ممثل (ثلاث مرات):
  - 1949: البحث
  - 1952: مكان في الشمس
  - 1954: من هنا إلى الخلود
- جائزة الأوسكار لأفضل ممثل مساعد (مرة):
  - 1962: حكم في نورمبرغ. رشح عن هذا الفيلم أيضا لجائزة الغولدن غلوب لأفضل ممثل مساعد، وجائزة البافتا لأفضل ممثل الأجنبي.

## روابط خارجية
- مونتغومري كليفت على موقع IMDb (الإنجليزية)
- مونتغومري كليفت على موقع الموسوعة البريطانية (الإنجليزية)
- مونتغومري كليفت على موقع روتن توميتوز (الإنجليزية)
- مونتغومري كليفت على موقع مونزينجر (الألمانية)
- مونتغومري كليفت على موقع ألو سيني (الفرنسية)
- مونتغومري كليفت على موقع تيرنر كلاسيك موفيز (الإنجليزية)
- مونتغومري كليفت على موقع أول موفي (الإنجليزية)
- مونتغومري كليفت على موقع قاعدة بيانات برودواي على الإنترنت (الإنجليزية)
- مونتغومري كليفت على موقع قاعدة بيانات الأفلام السويدية (السويدية)
- مونتغومري كليفت على موقع إن إن دي بي (الإنجليزية)

## مواقع خارجية
- أساطير الشاشة: مونتجمري كليفت، الغارديان
- مونتجمري كليفت: أحسن من براندو، أغرب من جيمس دين ، ديلي تلغراف
- وفاة مونجمري كليفت في نيويورك بعمر 45 بسبب سكتة قلبية، لوس أنجلوس تايمز